# Micragrotis intendens
Micragrotis intendens är en fjärilsart som beskrevs av Walker 1857. Micragrotis intendens ingår i släktet Micragrotis och familjen nattflyn. Inga underarter finns listade i Catalogue of Life.